# Dicranomyia pamela
Dicranomyia pamela är en tvåvingeart som först beskrevs av Alexander 1960.  Dicranomyia pamela ingår i släktet Dicranomyia och familjen småharkrankar.
Artens utbredningsområde är Malawi. Inga underarter finns listade i Catalogue of Life.